# Natural Beauty (ビビアン・スーのアルバム)
『Natural Beauty』（ナチュラル・ビューティー）は、ビビアン・スーの日本でのサード・アルバムである。2011年3月16日にFar Eastern Tribe Recordsからリリースされた。全10曲収録。

## 概要
約7年ぶりに日本での活動を再開したビビアン・スーの日本での3枚目のソロ・アルバムである。前作のセカンド・アルバム『不敗の恋人』から約10年ぶりのリリース。
本作は2010年リリースしたシングル曲「Beautiful Day」と「NICE AND NAUGHTY」のほか、ビビアン自身が参加していたユニットブラック・ビスケッツの大ヒットシングル「Timing」、Kiroroの「長い間」、レベッカの「フレンズ」、小林明子の「恋におちて -Fall in love-」、テレサ・テンの「時の流れに身をまかせ」など数々の名曲をカバーし、懐かしさと新しさが混在したアルバムである。
販売形態は初回限定盤（UMCF-9567）と通常盤（UMCF-1054）の2種リリースで、初回限定盤には「Beautiful Day」・「NICE AND NAUGHTY」のミュージックビデオと「タイミング 〜Timing〜」のメイキング・オフショットを収録したDVDが付属されている。
台湾では2011年4月1日にUniversal Music Taiwanから『天生尤物／Natural Beauty』（CD+DVD）のタイトルで発売された。
2013年11月13日にユニバーサル ミュージックからファースト・アルバム『天使・想(Xiang)』とのワンセット版『オリジナル・アルバム 2 for 1 天使・想(Xiang) + Natural Beauty』（規格品番：TYCN-60048）が発売された。

## 批評
CDジャーナルは、「日本での芸能活動を再開させたビビアン・スーのアルバムは、シングル2曲に、モダンにアレンジしたブラック・ビスケッツの大ヒット曲の「タイミング」、小坂明子の「恋におちて」、レベッカの「フレンズ」などのカヴァーも収録。ビビアンのちょっぴり大人になった歌声も魅力的だ。懐かしさと新しさを感じる一枚だ。」と評した。

## 曲目リスト
CD
1. タイミング 〜Timing〜 [3:46]
  - 作詞：森浩美、ブラック・ビスケッツ / 作曲：中西圭三、小西貴雄 / 編曲：Jeff Miyahara、林田雄一
  - 「スリムビューティハウス」CMソング
2. 恋におちて -Fall in love- [4:38]
  - 作詞：湯川れい子 / 作曲：小林明子 / 編曲：土肥真生
3. 長い間 [4:56]
  - 作詞・作曲：玉城千春 / 編曲：tasuku
4. フレンズ [5:19]
  - 作詞：NOKKO / 作曲：土橋安騎夫 / 編曲：Ryosuke "Dr.R" Sakai
5. NICE AND NAUGHTY [3:45]
  - 作詞：ビビアン・スー、岡嶋かな多、Jeff Miyahara / 作曲：Jeff Miyahara、林田雄一 / 編曲：Jeff Miyahara
  - 「スリムビューティハウス」CMソング
6. MY LOVE [3:27]
  - 作詞：堀下さゆり / 作曲・編曲：足土貴英
7. Rainbow [3:26]
  - 作詞：ビビアン・スー、hatsue / 作曲：佐久間正英 / 編曲：The d.e.p
8. Beautiful Day [4:22]
  - 作詞：ささきのぞみ / 作曲・編曲：亀田誠治
  - テレビアニメ『くるねこ』テーマソング
9. Sunday Morning [3:34]
  - 作詞：岡嶋かな多 / 作曲・編曲：吉田裕二
10. 時の流れに身をまかせ [4:27]
  - 作詞：荒木とよひさ / 作曲：三木たかし / 編曲：屋敷豪太、松本圭司

DVD（初回限定盤のみ）
1. Beautiful Day (Music Video) [4:22]
2. NICE AND NAUGHTY (Music Video) [3:46]
3. タイミング 〜Timing〜 (Making Movie) [3:46]